# 新興洞駅
新興洞駅（シヌンドンえき、朝鮮語: 신흥동역）は、朝鮮民主主義人民共和国平安北道球場郡にある駅で、満浦線に属する。 

## 歴史
- 1934年11月1日：開業[1]。

## 隣の駅
満浦線
魚龍駅 - 新興洞駅 - 北薪峴駅